# Serica nitens
Serica nitens är en skalbaggsart som beskrevs av Moser 1915. Serica nitens ingår i släktet Serica och familjen Melolonthidae. Inga underarter finns listade i Catalogue of Life.